# Johann von Ahlefeldt (1399–1463)
Johann von Ahlefeldt (* 1399; † Juni 1463) war Geheimer Rat und Herr auf Gut Lehmkuhlen,  Wittmold und Hauptgläubiger des  Königs Christian I. von Dänemark, Norwegen und Schweden.

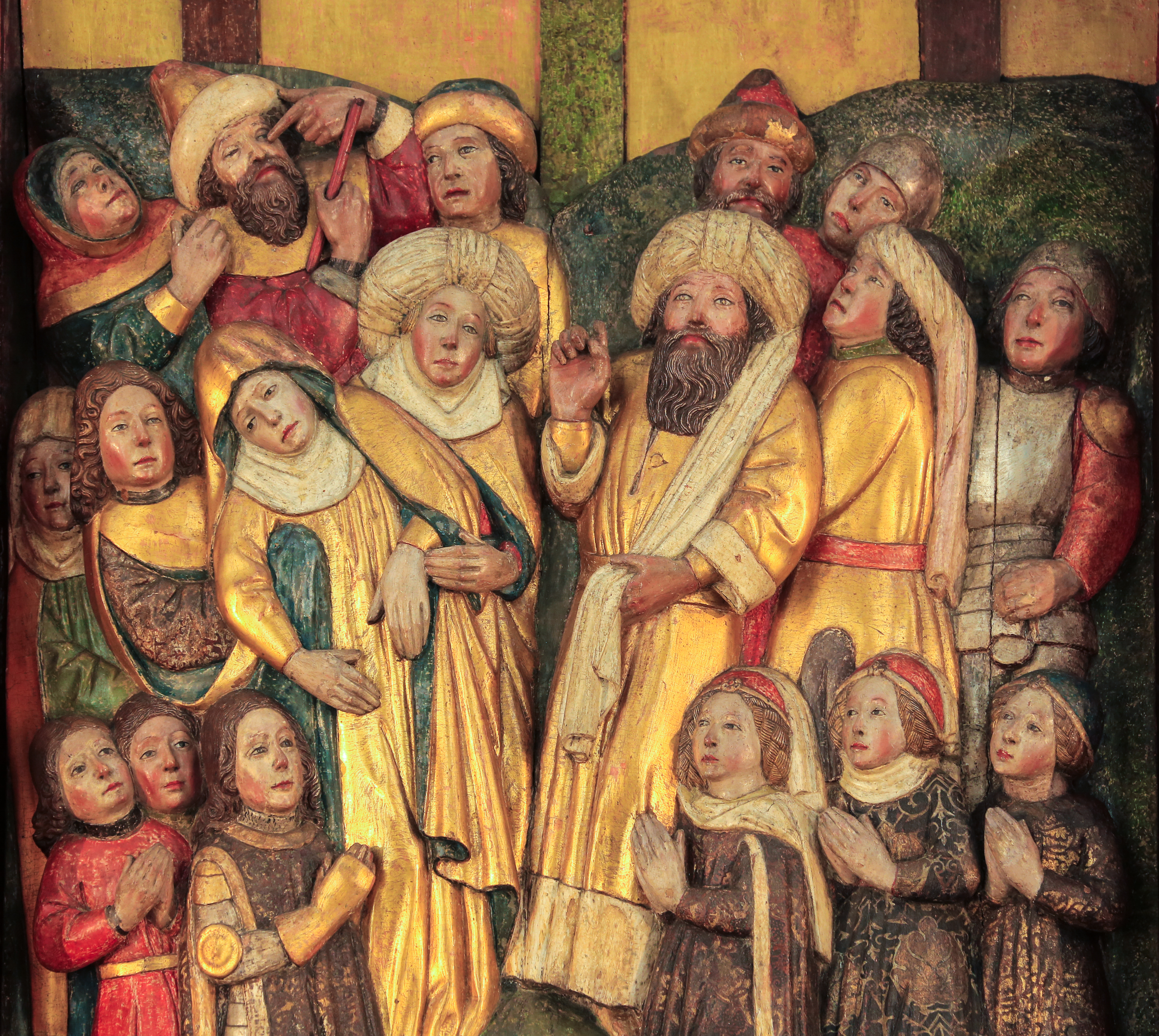
Johann mit Familie am Erzväteraltar in der Nikolaikirche zu Kiel

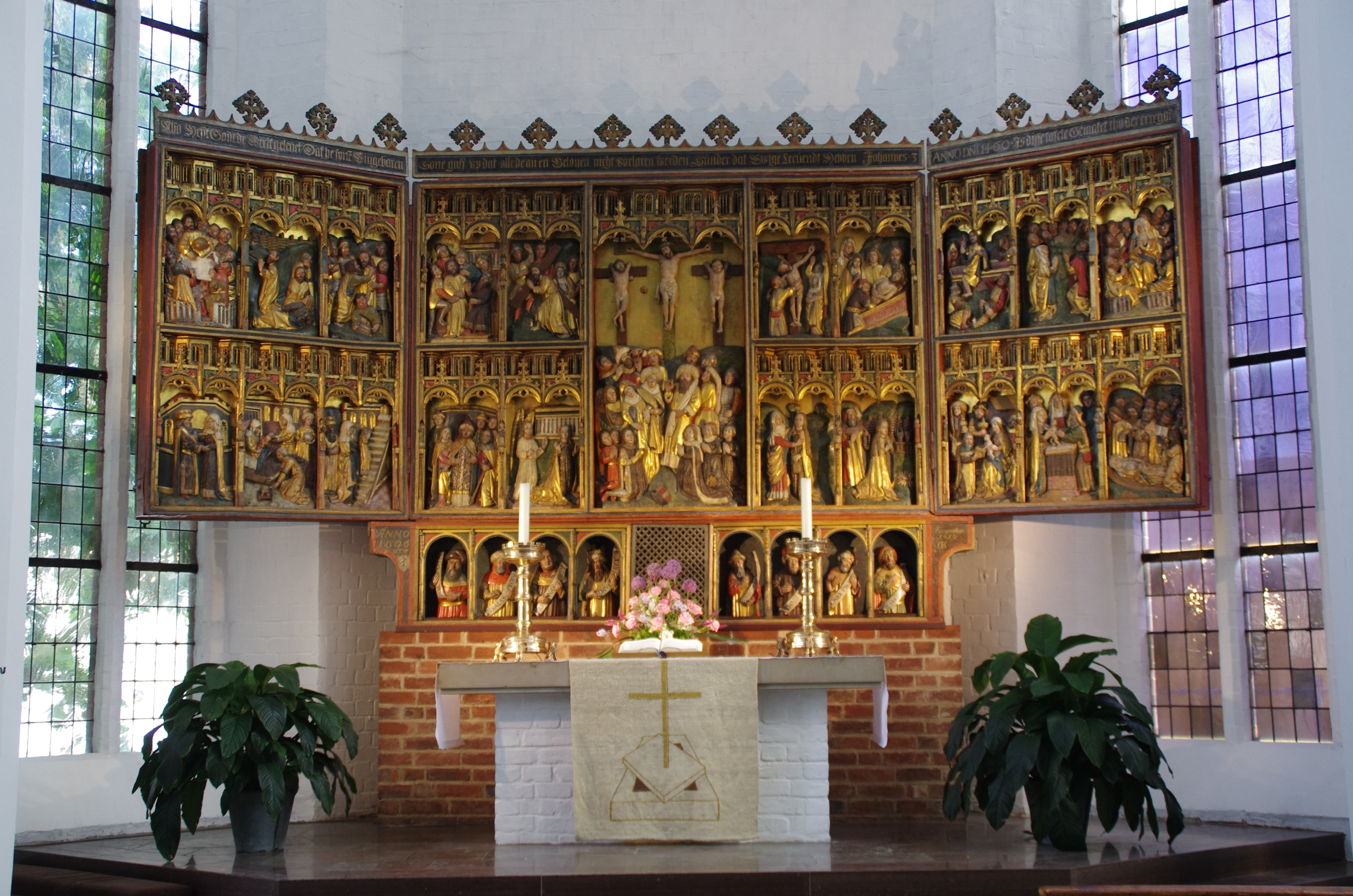
Der Altarretabel ist mit 6,6 m × 2,4 m der größte aus dem 15. Jhd. in Schleswig-Holstein

## Leben

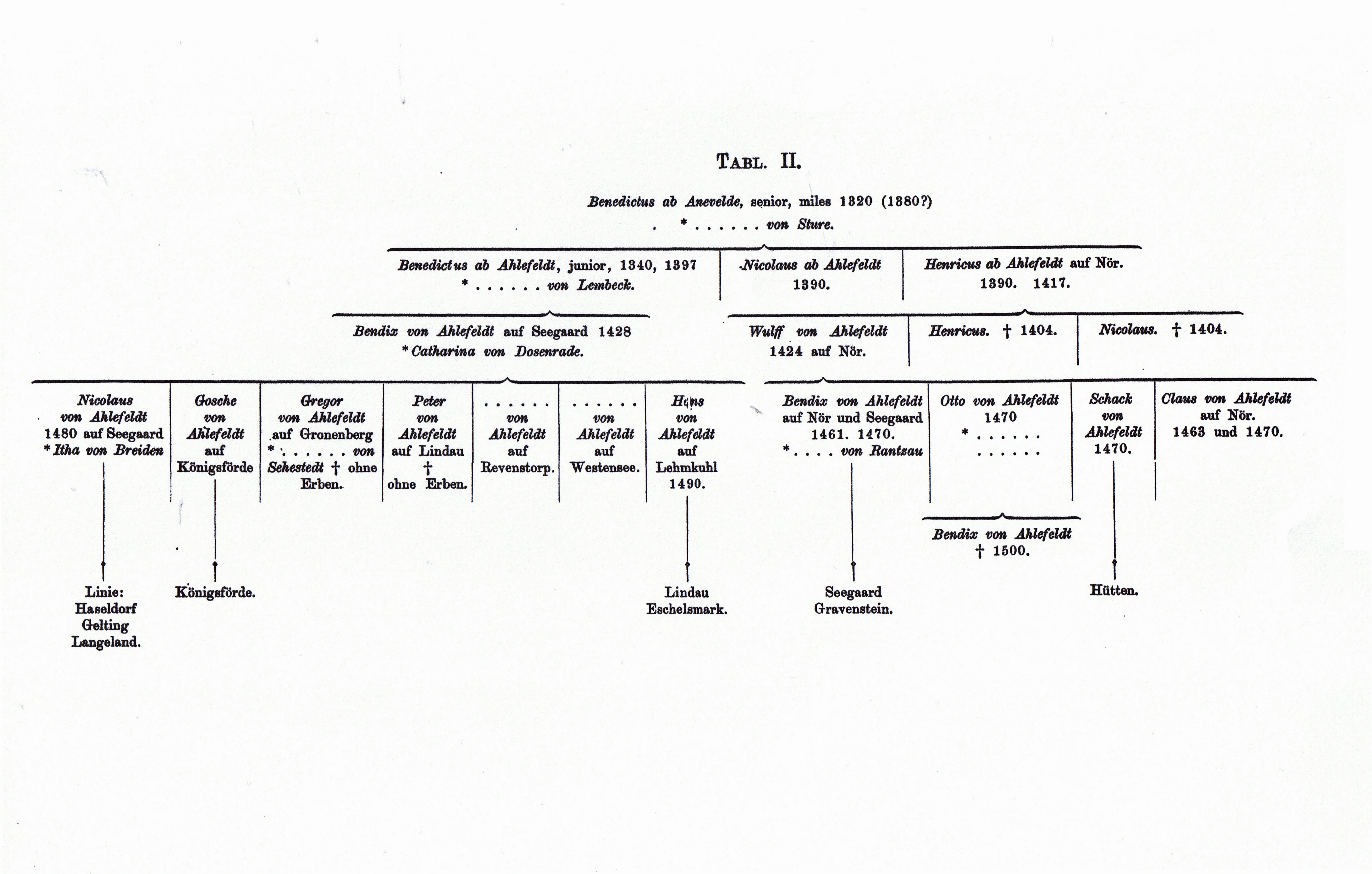
Bei Ahlefeldt / Rumor 1889 ist er als „Hans von Ahlefeldt auf Lehmkuhl 1490. Lindau / Eschelsmark“ angeführt

Er war der Sohn des Adligen Gutsherren Klaus von Ahlefeldt († 1404), Herr auf Seegaard bei Kliplev, und dessen Frau Anna (* 1365). Das zentrale Bild des Erzväteraltars der Nikolaikirche zu Kiel von 1460 ist eine seltene ikonografische Darstellung, die die kniende Stifterfamilie in der zentralen Kreuzigungsszene zeigt. Der Doppelflügelschrein lübischer Herkunft stand ursprünglich im Kieler Franziskanerkloster, das 1530 in der Reformation aufgelassen wurde. Zu den Füßen der Eltern, Johanns Frau war Anna (* 1410) geb. von Wiltberg, sind links drei Knaben und rechts drei Mädchen abgebildet. Im Gegensatz zur Darstellung sprechen andere Quellen von fünf Söhnen und einer Tochter. Die Namen der Kinder waren Claus von Ahlefeldt (Amtshauptmann) (1420–1486), Henrik von Ahlefeldt († nach 1491), Benedikt von Ahlefeldt (1440–1500), gestorben wie sein Bruder Ditlev von Ahlefeldt in der Schlacht bei Hemmingstedt, Tale von Ahlefeldt († nach 1457) und eine Johansdatter von Ahlefeldt.
Johann von Ahlefeldt war von 1418 bis 1428 Schildknappe und wurde 1432 in den Ritterstand erhoben. Er war Mitverpfänder des Morgengabebriefs von Gerhard VII. von Holstein. Im Jahre 1437 unterzeichnete er Graf Gerhard VII. von Holstein die Verpfändung der Insel Fehmarn an Lübeck. Ab 1438 war er einer der vier Geheimen Räte des Herzogs Adolf VIII. von Holstein. Von 1449 bis 1463 war er Kirchenvogt des Zisterzienserinnenklosters in Itzehoe. Im Jahr 1460 wurde er Hauptgläubiger des  Königs Christian I. von Dänemark, Norwegen und Schweden und nahm von ihm die Insel Ærø für 5000 und die Stadt mit Vogtei Sonderburg sowie das Schloss für 8000 Sundische Mark zum Pfand.
Johann brachte 1424 u. a. die adeligen Güter Wittmoldt und Lehmkuhlen, die zu Plön gehörten – wie auch Seedorf, Hornstorf, Perdoel – zur Familie Ahlefeldt. Die letzte Nachfahrin dieser Linie in Lehmkuhlen, Adolphine von Ahlefeldt, verstarb im Alter von 102 Jahren im Jahr 1895 in Preetz. Das Gut Wittmoldt wurde 1637 von
Mette Ahlefeldt geb. Volfsdatter von der Wisch (1575–1640) verkauft.